# Comita di Torres
Comita (fine X secolo – inizi XI secolo) è stato, secondo il Condaghe di San Gavino, capostipite della dinastia dei giudici di Torres.
Dagli studi odierni Comita è considerato lo stesso sovrano chiamato in diversi documenti come Gonnario Comita de Lacon-Gunale.

## Biografia
Eletto come giudice con carica annuale, fu il primo al quale fu prorogata la carica a vita. Diede avvio alla costruzione della basilica di San Gavino di Porto Torres. La basilica, consacrata ai tempi del figlio Orgodori, fu poi ristrutturata fino alla forma attuale tra XI e XII secolo. Non deve essere confuso con Comita I (1198-1218). 
Ebbe tre sorelle, Caterina, Preziosa, Giorgia che, assieme alla madre si prodigarono in opere di assistenza quando si sarebbe ammalato di lebbra; ne sarebbe guarito in seguito all'inizio dei lavori per la costruzione della basilica dedicata a S. Gavino. 
Le notizie contenute nel Condaghe di S. Gavino, pur verosimili per quanto riguarda gli aspetti storici, non trovano riscontro in altri documenti medioevali sicuramente autentici. Comita ha goduto comunque nei secoli di una concreta considerazione di una consistente parte della storiografia.